# Jürgen Kreyling
Jürgen Kreyling (* 6. Februar 1978 in Marburg) ist ein deutscher Geoökologe und Professor für Experimentelle Pflanzenökologie an der Universität Greifswald.
Von 1998 bis 2004 studierte Kreyling Geoökologie an der Universität Bayreuth mit den Hauptfächern Biogeographie und Bodenkunde. Nach seiner Promotion 2008 und Habilitation 2012 wurde er 2014 Professor für Experimentelle Pflanzenökologie im Rahmen einer DFG-Heisenberg-Professur an der Universität Greifswald.
Kreyling erforscht die Reaktion von Ökosystemen auf den globalen Wandel mit Hilfe von biogeographischen Experimenten, Feldbeobachtungen und statistischer Modellierung.

## Publikationen (Auswahl)
- F. Isbell, J.Kreyling, N. Eisenhauer et al. (2015): Biodiversity increases the resistance of ecosystem productivity to climate extremes. In: Nature. 526/2015, S. 574–577.  doi:10.1038/nature15374
- J. Walter, J. Kreyling, B. K. Singh und A. Jentsch (2015): Effects of extreme weather events and legume presence on mycorrhization of Plantago lanceolata and Holcus lanatus in the field In: Plant Biology. 18/2016/2, S. 262–270. doi:10.1111/plb.12379
- J. Kreyling; S. Schmid; G. Aas (2014): Cold tolerance of tree species is related to the climate of their native ranges. In: Journal of Biogeography. 42/2015/1, S. 156–166. doi:10.1111/jbi.12411